# Agrégation de sciences de la vie - sciences de la Terre et de l'Univers
En France, l'agrégation de sciences de la vie - sciences de la Terre et de l'Univers (SV-STU) est une des sections du concours de l’agrégation permettant de devenir professeur de sciences de la vie et de la Terre (SVT). Elle a pris successivement les appellations d’agrégation de sciences naturelles (issue de l’agrégation de physique-sciences naturelles, elle-même issue de l’agrégation des sciences), puis d’agrégation de science de la vie et de la Terre avant que son intitulé actuel entre en vigueur lors de la session 2002.

## Historique
En 1841, la scission de l’agrégation des sciences – qui existait depuis 1821 – donne naissance à l’agrégation de mathématiques et à une agrégation de physique-sciences naturelles, qui sera elle-même à nouveau scindée pour donner l’agrégation de sciences naturelles qui est créée en 1881.
À partir de 1959, cette agrégation de sciences naturelles comprend deux options : sciences biologiques et sciences de la Terre. Elle perdure sous ce nom jusqu’à la session de 1994 et prend le nom d’agrégation de sciences de la vie et de la Terre à partir de la session 1995.
L’intitulé « Section Sciences de la Vie et de la Terre » est remplacé par : « Section Sciences de la Vie - Sciences de la Terre et de l'Univers » à partir de la session 2002.

## Mode de recrutement
- Chaque candidat inscrit à temps est autorisé à concourir, sous réserve d'être titulaire d'un Master à la date de publication des résultats d'admissibilité[7]. Un candidat peut choisir de suivre une formation spécifique de préparation à l'agrégation SV-STU, ou la passer en tant que candidat libre.
- Deux séries d'épreuves se déroulent : 
  - Les épreuves d'admissibilité : trois écrits (secteurs A, B, C), coefficient 2 chacun, cinq heures chacun. Les candidats ayant dépassé une note fixée par le jury à ces épreuves sont autorisés à passer les épreuves d'admission. Ils sont dits « admissibles ». L'épreuve consiste en une dissertation pour chaque écrit. Le sujet ne comporte généralement pas de documents et est limité à quelques mots (exemple de sujet en 2014 : "la co-évolution."). Une introduction, un développement structuré et une conclusion sont attendus. L'exposé doit incorporer un certain nombre de schémas et une démarche scientifique, les SVT étant une science expérimentale.
  - Les épreuves d'admission (nature, durée, coefficients dépendant du secteur choisi : cf. infra)
    - Deux épreuves de travaux pratiques : option et contre-option.
    - Deux épreuves orales : option et contre-option.

## Structure en secteurs
Jusqu'à une époque récente, cette agrégation comportait trois secteurs : zoologie, botanique et géologie.
Désormais, botanique et zoologie sont fondus en un seul secteur B (biologie des organismes), associé à l'écologie, l'évolution, le secteur A regroupe la biochimie, la biologie moléculaire et cellulaire, la physiologie humaine, le secteur C les sciences de la Terre et de l'Univers.
Le choix d'un secteur induit un coefficient légèrement différent de l'épreuve orale face aux secteurs non choisis.
Selon le choix de secteur du candidat, pour les épreuves d'admission, le candidat passera une épreuve d'option et une de contre-option. L'épreuve de contre-option est au choix parmi les secteurs A et B si l'option est C ; si l'option est A ou B, la contre-option est obligatoirement C.
Les épreuves d'admission sont des travaux pratiques (option : 6 h, coef. 3 ; contre-option : 4 h, coef. 2), et un oral (option : 50 minutes d'exposé et 30 minutes d'entretien, coef. 5 ; contre-option : 1 h 30, coef. 4)

## Un concours sélectif
- Les postes :

| Années | 1993 | 1994 | 1995 | 1996 | 1997 | 1998 | 1999 | 2000 | 2001 | 2002 | 2003 | 2004 | 2005 | 2006 | 2007 | 2008 | 2009 | 2010 | 2011 | 2012 | 2013 | 2014 | 2015 |
| Postes | 154  | 154  | 154  | 154  | 130  | 150  | 155  | 160  | 165  | 177  | 198  | 160  | 160  | 105  | 105  | 87   | 87   | 80   | 65   | 70   | 80   | 85   | 101  |

| années | 2016 | 2017 | 2018 | 2019 | 2020 | 2021 | 2022    | 2023 |
| ------ | ---- | ---- | ---- | ---- | ---- | ---- | ------- | ---- |
| postes | 103  | 95   | 76   | 65   | 65   | 65   | 65 (+4) | 65   |

- Depuis 1996, tous les postes ont été pourvus chaque année.
- Pour mémoire, le nombre d'inscrits en 2013 s'élevait à 1 729, pour 705 présents lors de l'écrit, 180 admissibles et 80 admis, soit un taux de réussite de 4,6 % (en termes d'inscrits) ou de 11,3 % (en termes de présents)[9].
- en 2022, une liste complémentaire exceptionnelle a été ouverte. (https://media.devenirenseignant.gouv.fr/file/agreg_externe/59/1/rj-2022-agregation-externe-SVTU_1428591.pdf)

## Orientations de l'agrégation
Il est attendu du candidat de solides connaissances, mais aussi la maîtrise de la démarche expérimentale. Une connaissance de base bien assimilée est généralement mieux valorisée qu'un savoir fait de détails mais mal intégré.